# 菅原神社 (薩摩川内市東郷町藤川)
菅原神社（すがわらじんじゃ）は、鹿児島県薩摩川内市東郷町藤川にある神社。鎮座している地名から「藤川天神」（ふじかわてんじん）と称される。近代社格制度による郷社。
学問の神として知られ、大宰府に左遷された菅原道真がこの地に隠棲し没したという伝説が残っている菅原道真が祀られており、受験シーズンには多くの参拝者が訪れる。境内には国の天然記念物に指定されている「藤川天神の臥龍梅」がある。

## 祭神
- 菅原道真

## 歴史

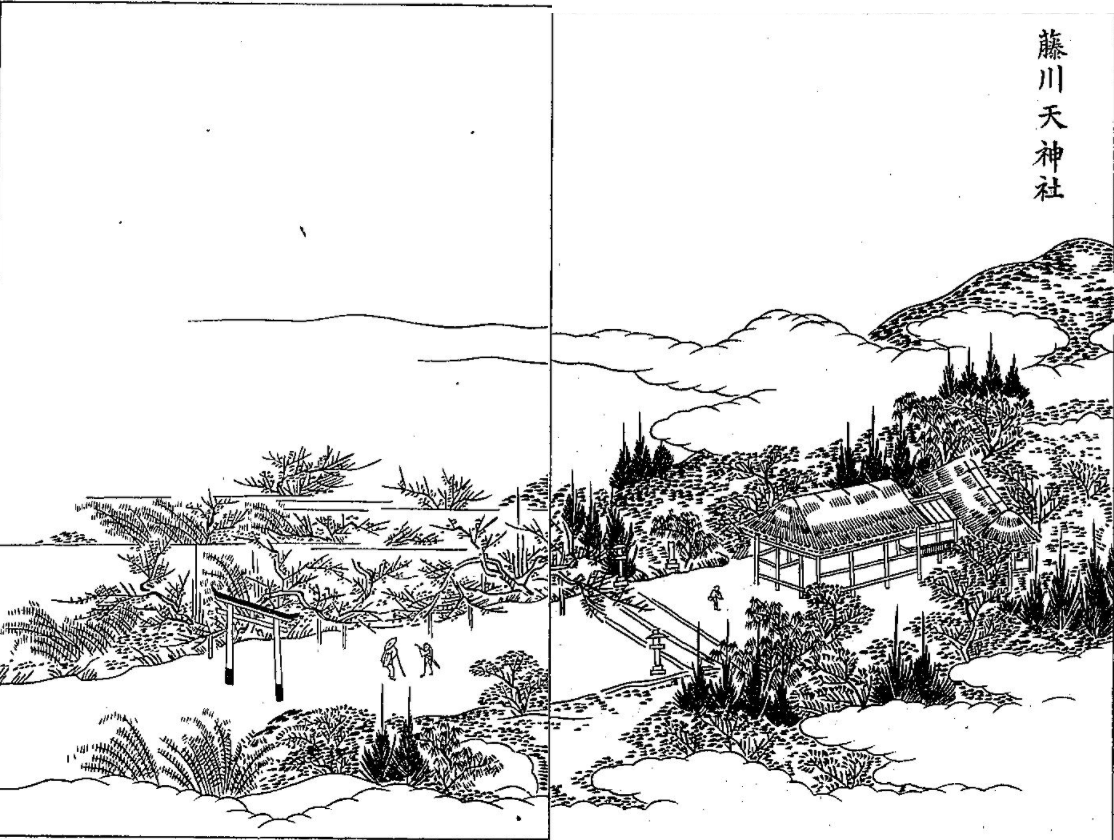
藤川天神の絵図（三国名勝図会）

### 菅原道真の隠棲伝説
大宰府に左遷された菅原道真が隠棲した跡に創建されたという伝承がある。藤川は古くは太宰府天満宮（安楽寺）領であったとされ、地内に寺領を管掌する治所があったであろうとされており、藤川天神が鎮座する北野の地名も北野天満宮に由来するのではないかとしている。但し、鹿児島大学の日隈正守は、藤川が太宰府天満宮安楽寺領が多くあった高城郷ではなく東郷別符であったことなどの理由を挙げて太宰府天満宮領ではなく太宰府天満宮安楽寺の末寺である薩摩国分寺領であったのではなかろうかと考察している。

### 豊臣軍による破壊と再興
戦国時代に行われた豊臣秀吉と島津氏の争いである九州平定により、大口から川内に至る通路上にあった東郷は豊臣秀吉の軍によって荒らされ、これにより藤川天神の社殿や神宝、文書が焼失している。これにより藤川天神の由来は不詳とされている。棟札によれば正保4年（1647年）に薩摩藩主島津光久の命によって再興されたとされる。

### 江戸時代以降の藤川天神
文化12年（1815年）には薩摩藩主島津重豪の命により藤川天神の修築改造が行われた。
歌人の八田知紀は天保8年（1837年）に藤川天神を参拝して以下の歌を詠んでいる。

梅が香も　かたじけなさも身にしみて　おぼえず袖に　散る涙かな
—八田知紀
薩摩藩の地誌である「三国名勝図会」には藤川天神が絵図付きで以下のように掲載されている（一部抜粋）。

藤川天神社　藤川村にあり、祭神天満大自在天神一坐、建立の年月詳ならず、土人の傳へに、延喜中、菅丞相筑前國大宰府に左遷し給へる時、其害を避て、潜に薩摩に來り、此地山水幽遽の境なるを以て、匿居し、終に此地にて薨じ玉ふ、因て此に葬る、後人祠廟を建て、祭祀を修すといへり、當社は一岡阜の上にあり、其地名を北野といふ、此地前後岡嶺相連りて、其中に谷川あり、藤川といふ、
—三国名勝図会巻之十二
明治時代になり、1875年（明治8年）に大修築が行われた。1910年（明治43年）に藤川にある現王神社などを合祀し、菅原神社の摂末社となった。

## 境内

境内にあるツンの像

二の鳥居の脇に道真の墓と伝えられている塚があり、かつては大きな松の木があったが台風被害のため倒れ、2010年現在は小さな杉が植えられている。また、菅原道真の墳墓とさされる塚が鳥居の北側の参道にある。
また、境内には1910年（明治43年）に菅原神社に合祀され摂末社となった現王神社が本殿に隣接して鎮座している。
境内入口付近には東京都の上野恩賜公園の西郷隆盛像の横にいる西郷隆盛の愛犬ツンの銅像がある。ツンは元は藤川村原（現在の東郷町藤川原地区）の百姓の家にて飼われていた薩摩犬でありこの藤川天神で馬1頭と引き替えに西郷に譲渡された。この銅像は中村晋也の作で、平成2年（1990年）に除幕された。

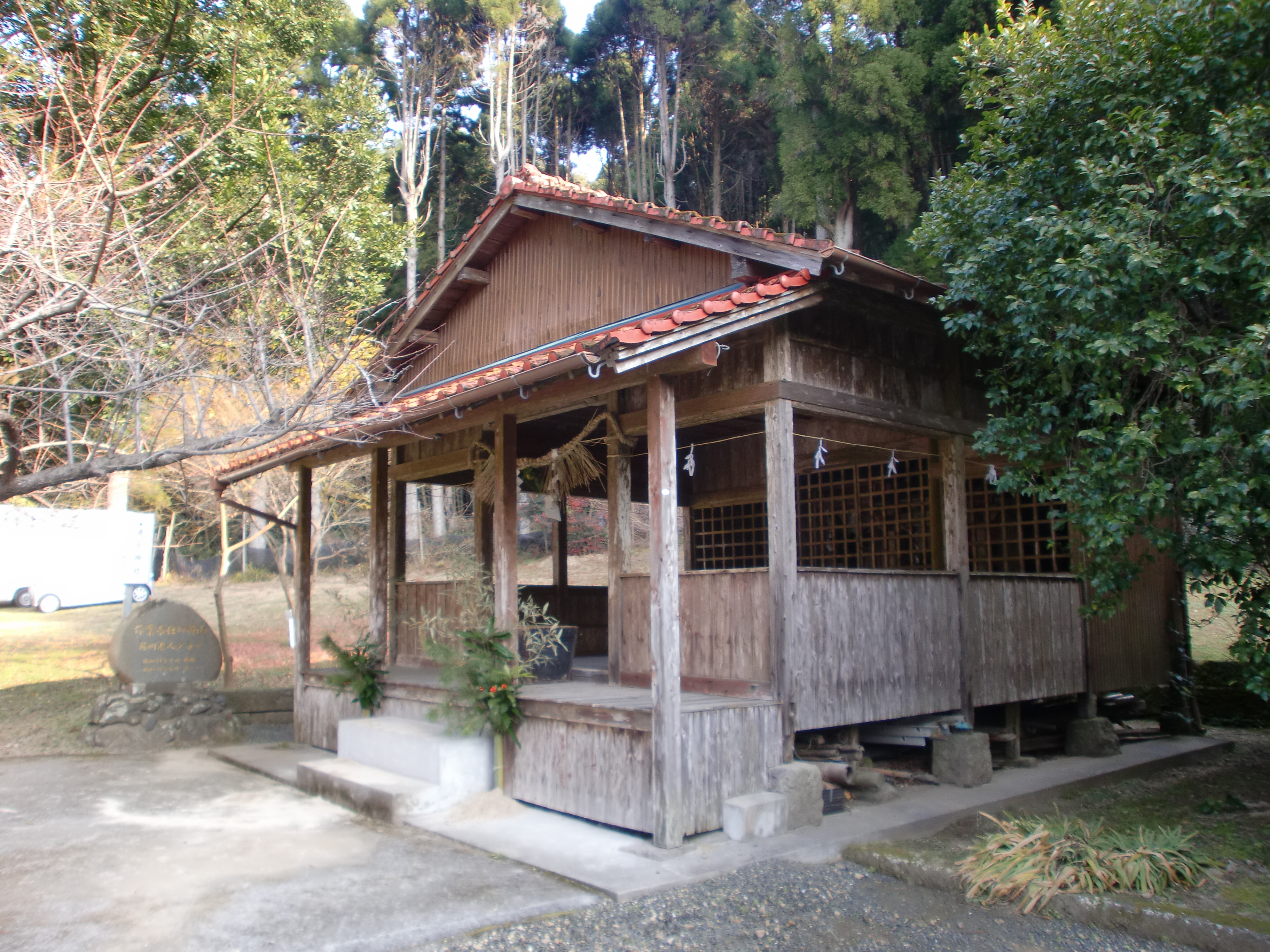
菅原神社の摂末社の現王神社
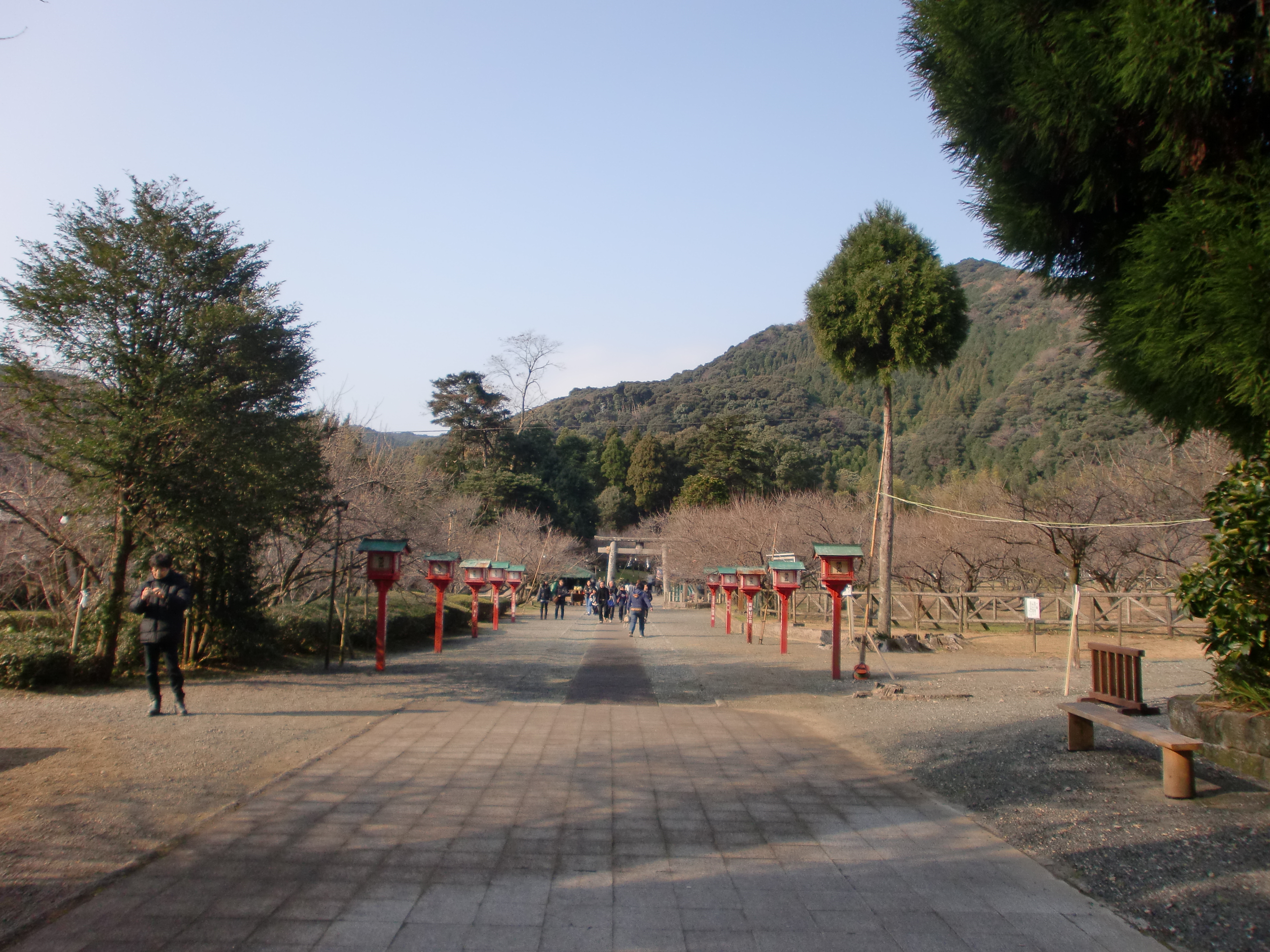
本殿から参道を望む

## 藤川天神の臥龍梅

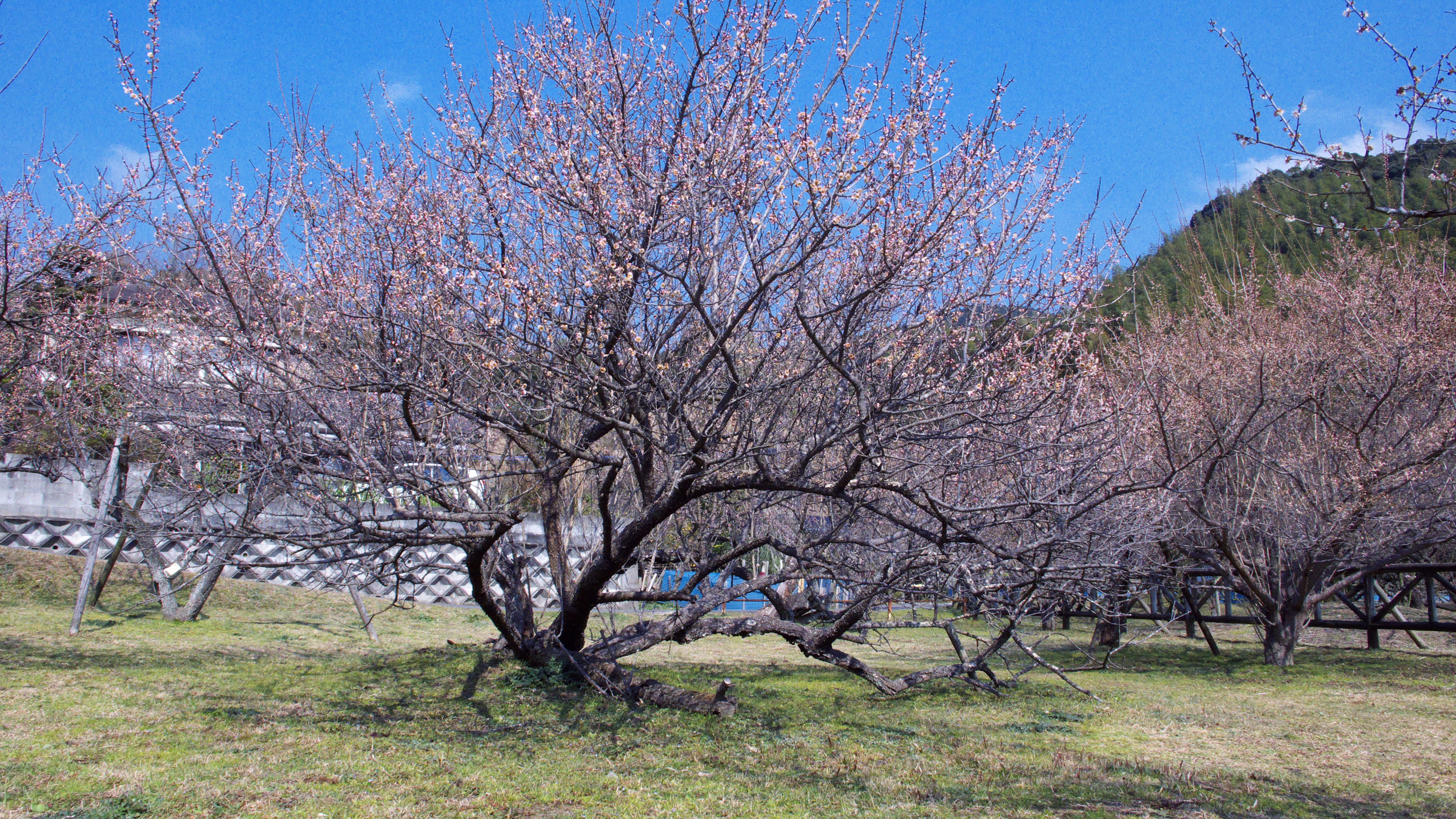
藤川天神の臥龍梅

藤川天神の臥龍梅（ふじかわてんじんのがりゅうばい）は、鹿児島県薩摩川内市東郷町藤川の菅原神社（藤川天神）境内にある臥龍梅群。1941年10月3日に史蹟名勝天然紀念物保存法（文化財保護法の前身の1つ）に基づき、国の天然記念物に指定された。
菅原道真手植えの1株が繁殖したと言われている梅が境内に約150本あり、このうち50数本は竜が伏したように幹が地上を這っている臥龍梅といわれる梅である。ウメの開花時には多くの花見客が訪れる。

## 交通アクセス
- 薩摩川内市街から国道267号、鹿児島県道46号阿久根東郷線を通り約30分。